# Хили, Сесил
Сесил Пэтрик Хили (англ. Cecil Patrick Healy, 28 ноября 1881 — 29 августа 1918) — австралийский пловец, олимпийский чемпион.
Сесил Хили родился в 1881 году в Сиднее. В 1905 году выиграл чемпионат Австралии на дистанции 110 ярдов. Сесил Хили стал пропагандистом нового стиля плавания «Австралийский кроль».
В 1906 году Сесил Хили попал в пятёрку австралийцев, для которых нашлись средства для отправки на Внеочередные летние Олимпийские игры 1906 года, и стал третьим на дистанции 100 м вольным стилем. После Игр Сесил Хили совершил тур по Европе, пропагандируя новый стиль плавания среди европейских пловцов.
В 1908 году Сесил Хили вновь стал чемпионом Австралии на дистанции 110 ярдов, но не смог поехать на Олимпийские игры в Лондоне из-за отсутствия средств. В 1909 и 1910 годах он вновь становился чемпионом Австралии.
В 1912 году Сесил Хили отправился на Олимпийские игры в Стокгольме (на этих играх Австралия и Новая Зеландия выступали объединённой командой — командой Австралазии), где стал чемпионом в эстафете 4×200 м вольным стилем и завоевал серебряную медаль на дистанции 100 м вольным стилем.
Во время Первой мировой войны Сесил Хили в сентябре 1915 года вступил в Австралийские имперские силы, и служил сержантом-квартирмейстером в Египте и Франции. Пройдя офицерские курсы в Кембридже, он в июне 1918 года получил назначение в качестве 2-го лейтенанта в 19-й спортивный батальон. В августе 1918 года погиб во время сражения на Сомме.
В 1981 году Сесил Хили был включён в Международный зал славы плавания.